# موتور حاجی نظر (کورین، یک)
موتور حاجی نظر روستایی در دهستان کورین بخش کورین شهرستان زاهدان استان سیستان و بلوچستان ایران است.

## جمعیت
بر پایه سرشماری عمومی نفوس و مسکن در سال ۱۳۹۵ جمعیت این روستا ۵۴ نفر (۲۱خانوار) بوده‌است.